# Chrismofulvea omalia
Chrismofulvea omalia är en lavart som beskrevs av Marbach 2000. Chrismofulvea omalia ingår i släktet Chrismofulvea och familjen Caliciaceae.   Inga underarter finns listade i Catalogue of Life.